# Альта (Айова)
Альта (англ. Alta) — місто (англ. city) в США, в окрузі Буена-Віста штату Айова. Населення — 2087 осіб (2020).

## Географія
Альта розташована за координатами 42°40′18″ пн. ш. 95°18′16″ зх. д. / 42.67167° пн. ш. 95.30444° зх. д. (42.671690, -95.304529).  За даними Бюро перепису населення США в 2010 році місто мало площу 2,78 км², уся площа — суходіл.

## Демографія
Згідно з переписом 2010 року, у місті мешкали 1883 особи в 759 домогосподарствах у складі 509 родин. Густота населення становила 677 осіб/км².  Було 838 помешкань (301/км²).
Расовий склад населення:
| - 91,3 % — білих - 1,6 % — чорних або афроамериканців - 1,2 % — азіатів - 0,2 % — корінних американців - 4,7 % — осіб інших рас |

До двох чи більше рас належало 1,1 %. Частка іспаномовних становила 15,7 % від усіх жителів.
За віковим діапазоном населення розподілялося таким чином: 27,1 % — особи молодші 18 років, 55,9 % — особи у віці 18—64 років, 17,0 % — особи у віці 65 років та старші. Медіана віку мешканця становила 36,5 року. На 100 осіб жіночої статі у місті припадало 94,5 чоловіків;  на 100 жінок у віці від 18 років та старших — 90,0 чоловіків також старших 18 років.
Середній дохід на одне домашнє господарство  становив 68 821 долар США (медіана — 46 458), а середній дохід на одну сім'ю — 81 223 долари (медіана — 58 750). Медіана доходів становила 41 830 доларів для чоловіків та 29 457 доларів для жінок. За межею бідності перебувало 12,7 % осіб, у тому числі 16,4 % дітей у віці до 18 років та 12,0 % осіб у віці 65 років та старших.
Цивільне працевлаштоване населення становило 1061 осіб. Основні галузі зайнятості: освіта, охорона здоров'я та соціальна допомога — 20,5 %, виробництво — 19,1 %, роздрібна торгівля — 13,4 %, будівництво — 9,8 %.